# Jan Pentz
Jan Adam Pentz (ur. 22 grudnia 1906 w Dobromilu, zm. 9 stycznia 1994 w Warszawie) – major pilot Wojska Polskiego, kawaler Krzyża Srebrnego Orderu Wojennego Virtuti Militari.

## Życiorys

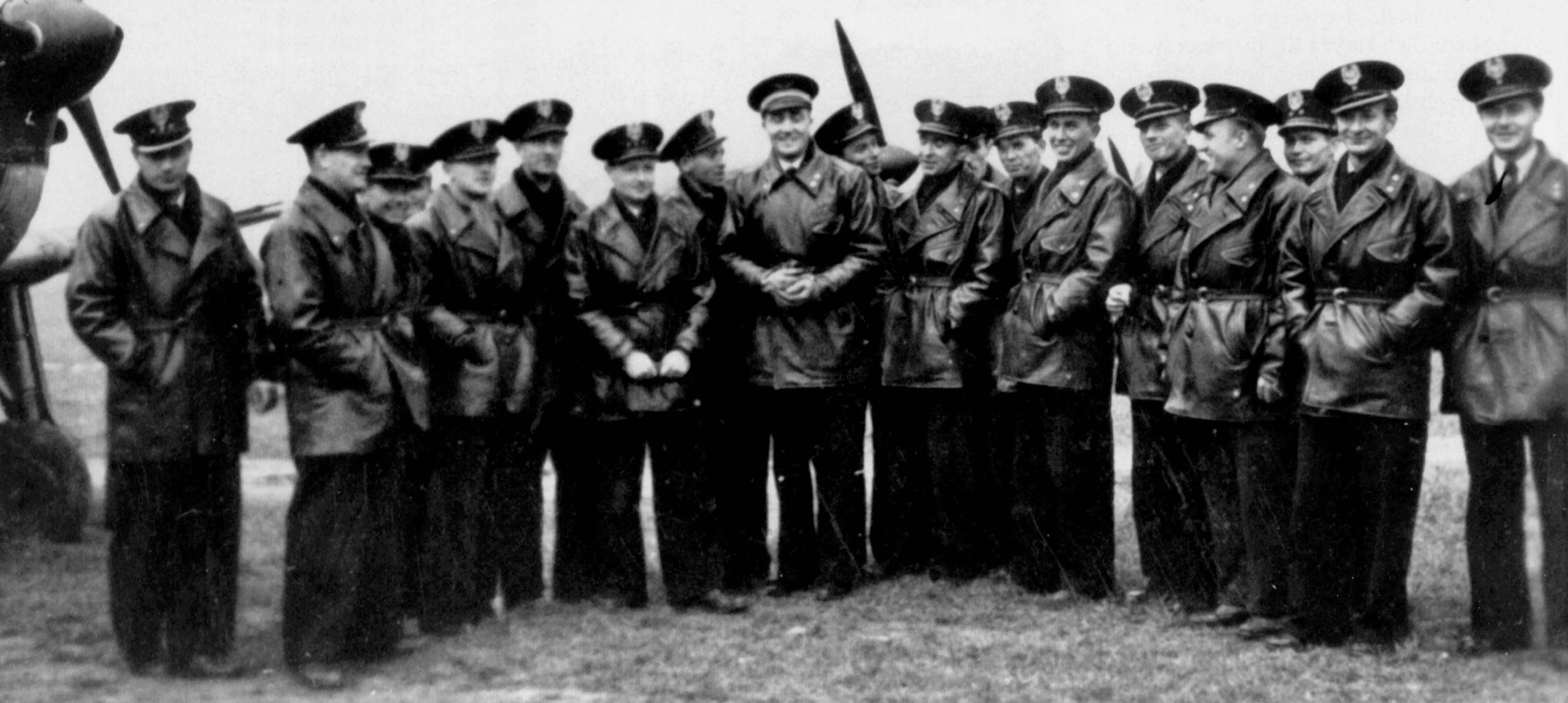
Grupa Montpellier udająca się 27 marca 1940 roku na front francusko-niemiecki – pierwszy z lewej stoi kpt. Jan Pentz

Urodził się w rodzinie Józefa i Katarzyny z Wolffów. Był starszym bratem Karola (1908–1944), cichociemnego. Ukończył Szkołę Podchorążych Lotnictwa w Dęblinie. 15 sierpnia 1929 roku Prezydent RP Ignacy Mościcki mianował go podporucznikiem ze starszeństwem z 15 sierpnia 1929 roku i 63. lokatą w korpusie oficerów aeronautycznych, a Minister Spraw Wojskowych wcielił do 6 Pułku Lotniczego we Lwowie. Służył w 2 Pułku Lotniczym w Krakowie (latał w grupie akrobacyjnej 121 Eskadry Myśliwskiej). 12 marca 1933 roku został mianowany porucznikiem ze starszeństwem z 1 stycznia 1933 roku i 22. lokatą w korpusie oficerów aeronautycznych. Na stopień kapitana został mianowany ze starszeństwem z 19 marca 1938 i 55. lokatą w korpusie oficerów lotnictwa, grupa liniowa. W 1939 roku pełnił służbę w Centrum Wyszkolenia Lotnictwa nr 1 w Dęblinie na stanowisku dowódcy 5. eskadry II dywizjonu Szkoły Podchorążych Lotnictwa – Grupa Liniowa.
Walczył we Francji w 1940 roku w Grupie Montpellier w GC II/6 (Grouppe de Chasse „Cigogne” II/6 w miejscowości Vouarces) jako dowódca klucza (Klucz Frontowy Nr 2 "Pe") , od 23 marca 1940 roku na froncie francusko-niemieckim. W okresie do 10 maja 1940 roku uczestniczył w jednej konfrontacji z myśliwcami Luftwaffe: swoim Morane-Saulnier MS.406 zbliżył się na dogodną pozycję i odległość do zestrzelenia samolotu niemieckiego, jednak jego karabiny maszynowe nie zadziałały. Okazało się, że nie były przestrzeliwane od początku wojny. 
29 maja 1940 roku rozchorował się i został przeniesiony do szpitala, a następnie ewakuowany do Wielkiej Brytanii, gdzie latał w 257 Dywizjonie Myśliwskim, potem był operatorem naprowadzania. Pod koniec 1943 roku został przydzielony do „Wileńskiego” 317 Dywizjonu Myśliwskiego. 28 maja 1944 roku w czasie walki powietrznej jego Supermarine Spitfire LF.IX został zestrzelony, a Pentz dostał się do niewoli niemieckiej. Za udział w walkach był odznaczony dwukrotnie Krzyżem Walecznych oraz trzykrotnie Medalem Lotniczym. 
Po wojnie wrócił do Polski. Uchwałą Rady Państwa z 16 kwietnia 1975 roku został odznaczony Krzyżem Srebrnym Orderu Virtuti Militari (legitymacja nr 510-75-14).
Został pochowany na cmentarzu Powązkowskim w Warszawie (kwatera H, rząd 6, miejsce 13).

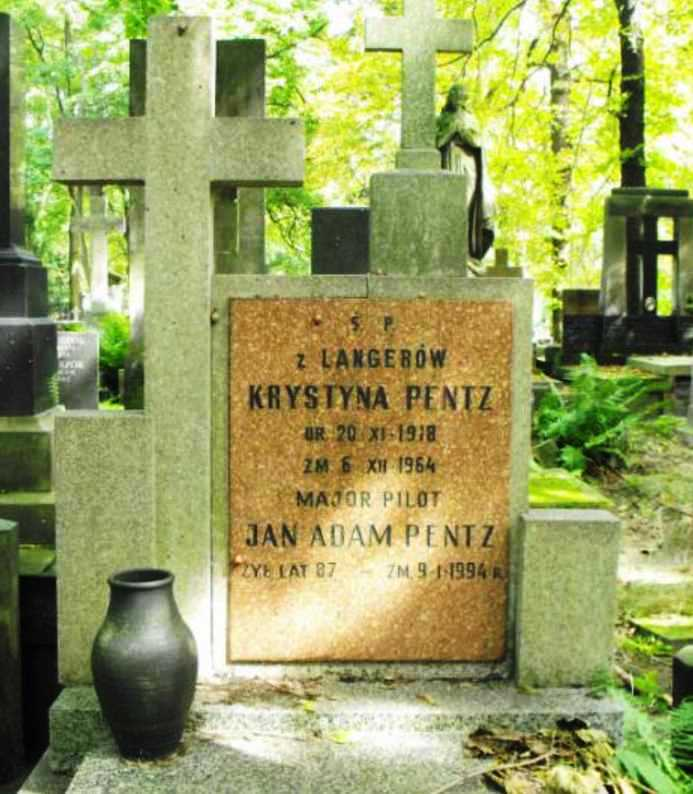
Grób Jana Pentza na cmentarzu Powązkowskim w Warszawie

## Życie rodzinne
Był dwukrotnie żonaty, jego pierwszą żoną była Krystyna z domu Langer (1918–1964), drugą – Danuta z domu Zalewska (ur. w 1931), ich synem jest Jan Ludwik (ur. w 1970 roku).